# NK Bled
Nogometni klub Bled (tiếng Việt: Câu lạc bộ bóng đá Bled), thường hay gọi NK Bled hoặc đơn giản Bled, là một câu lạc bộ bóng đá Slovenia đến từ Bled. Câu lạc bộ được thành lập năm 1938. Bled hiện tại thi đấu ở Giải bóng đá hạng ba quốc gia Slovenia, cấp độ thứ ba của hệ thống giải bóng đá Slovenia.

## Danh hiệu
- Giải bóng đá hạng ba quốc gia Slovenia: 2

2017–18, 2018–19
- Giải bóng đá hạng tư quốc gia Slovenia: 1

1996–97
- Giải bóng đá hạng năm quốc gia Slovenia: 2

2010–11, 2012–13
- MNZG-Kranj Cup: 1

2018–19